# Khulm (distrikt)
Khulm är ett distrikt i Afghanistan. Det ligger i provinsen Balkh, i den norra delen av landet, 280 kilometer nordväst om huvudstaden Kabul.
Distriktet beräknades år 2022 ha cirka 87 000 invånare.